# Hidroxitirosol
Hidroxitirosol é um feniletanoide, um tipo de fitoquímico fenólico com propriedades antioxidantes. Após o ácido gálico, o hidroxitirosol é reconhecido como sendo um dos mais pooderosos antioxidantes. Sua capacidade de absorbância de radical oxigênio é de 40,000 umolTE/g, a qual é dez vezes mais alta que a do chá verde, e duas vezes mais alta que a do CoQ10.
Na natureza, hidroxitirosol é encontrado na folha de oliveira a qual é usada para fins médicos, com propriedades imunoestimulantes e antibióticas. Também existe no azeite de oliva, na forma de seu éster de ácido elenólico da oleuropeína e, especialmente após degradação, em sua forma básica. Oleuropeína, junto com o oleocantal, são responsáveis pelo sabor amargo do azeite de oliva extra-virgem. Hidroxitirosol em sua forma pura, é um líquido incolor e inodoro. As azeitonas, as folhas de oliveira e a polpa de azeitona contêm grandes quantidades de hidroxitirosol (comparado ao azeite de oliva), a maioria dos quais pode ser recuperado para produzir extractos de hidroxitirosol.

## Metabolismo
No cérebro, ele degrada-se a álcool homovanílico, via COMT. O hidroxitirosol é também um metabolito do neurotransmissor dopamina.